# ألان لويس إغرز
ألان لويس إغرز (بالإنجليزية: Alan Louis Eggers) هو عسكري أمريكي، ولد في 2 نوفمبر 1895 في سارانك ليك في الولايات المتحدة، وتوفي في 3 أكتوبر 1968.